# مرسى حميرة
قرية مرسى حميرة هي إحدى القرى التابعة لمدينة الشلاتين في محافظة البحر الأحمر في جمهورية مصر العربية، حسب إحصاءات سنة 2018، بلغ إجمالي السكان في مرسى حميرة 441 نسمة، منهم 238 رجل و 203 امرأة.